# John Bouvin
Ulf John Fredrik Bouvin, född 13 september 1947 i Mariestad, är en svensk politiker som varit riksdagsman 1991–1994 och partiledare 1997–1998 för Ny demokrati.

## Politisk karriär
Bouvin, till yrket stålverksarbetare och grävmaskinist, engagerade sig tidigt för Ny demokrati genom att utan tillstånd sätta upp affischer för partiet i Halmstad när Ian Wachtmeister och Bert Karlsson kom för att kampanja. Som riksdagsledamot gjorde sig kanske mest känd för sin kritik av en lag om registrerat partnerskap, en kritik som han illustrerade med hjälp av obscena gester i riksdagens talarstol. Bouvin kritiserade även svenskt bistånd till Afrika då han menade att det minskade barndödligheten och därmed orsakade en kraftig befolkningsökning.
Han menade att riksdagen var för inaktiv i förhållande till en växande statsskuld och demonstrerade det genom att kräva att riksdagen borde ”brännas ner” eller ”rivas”. I april 1994 demonstrerade han denna uppfattning genom att låna en grävmaskin från en närbelägen byggarbetsplats och köra fram den till riksdagshusets entré.
År 1997 gav John Bouvin ut sin bok Riksdagen kan dra åt helvete som ett slags politiskt testamente från riksdagstiden. Han inledde inför valet 1998 ett samarbete med Konservativa partiet, vilket ledde till splittring i Ny demokrati. I samband med en högerextrem demonstration utan tillstånd den 1 maj 1998 omhändertogs Bouvin av polis för störande av ordning, och efter detta fick partikamraterna nog – fyra av fem länsansvariga krävde hans avgång och Bouvin avsattes på nästa partistämma. Han efterträddes av Per-Anders Gustafsson. Bouvin menar dock själv att han avsattes för att han inte var tillräckligt politiskt korrekt.
Efter tiden som partiledare har John Bouvin bland annat förespråkat att avskaffa riksdagen och regeringen, samt ett stopp för asylinvandring. I januari 2018 uppgav han sig vilja återstarta partiet igen (vilket Bert Karlsson beskrev som "dödsdömt"). I riksdagsvalet samma år stod Bouvin på Skånepartiets riksdagslista.